# 영동도
영동도(嶺東道)는 고려 시대에 존재했던 한국의 옛 행정 구역 가운데 하나이다. 지금의 경상북도 및 경상남도의 동부 지역에 있었다.